# Absorpcijski zakon
Absórpcijski zákon (tudi Lambert-Beerov zakon, Beer-Lambertov zakon, Beerov zakon ali Beer-Lambert-Bouguerjev zakon) opisuje absorpcijo svetlobe pri prehodu skozi obarvano raztopino ali ne povsem prozorno snov.
Oslabitev vpadlega žarka dI v tanki plasti je premo sorazmerna debelini te plasti (dx) in jakosti vpadle svetlobe I, sorazmernostni koeficient pa se imenuje absorpcijski koeficient μ. Absorpcijski koeficient določene raztopine je odvisen od valovne dolžine svetlobe λ in koncentracije topljenca c:
{\displaystyle \mathrm {d} I=-\mu (\lambda ,c)\,I\,\mathrm {d} x\!\,.}
Z integracijo se vidi, da svetlobni tok z debelino plasti x eksponentno pojema:
{\displaystyle I=I_{0}e^{-\mu (\lambda ,c)x}\!\,.}
Pri tem je I jakost vpadlega, I0 pa jakost izstopnega žarka. Kot desetiški logaritem razmerja jakosti vpadlega in izstopnega žarka je določena ekstinkcija E:
{\displaystyle E=\log _{10}{\frac {I_{0}}{I}}\!\,.}
Za majhne koncentracije barvila v prozornem topilu velja, da je absorpcijski koeficient kar premo sorazmeren koncentraciji barvila c:
{\displaystyle \mu =k'(\lambda )c\!\,.}
Za razredčena barvila se lahko zato ekstinkcija zapiše kot:
{\displaystyle E=k'cx\log _{10}e=kcx\!\,.}
Pri tem je {\displaystyle k(\lambda )=k'(\lambda )\log _{10}e} sorazmernostna konstanta, odvisna le od valovne dolžine vpadle svetlobe. Vidi se, da je ekstinkcija premo sorazmerna dolžini, ki jo svetloba prepotuje v snovi.

## Zgodovina
Različne oblike absorpcijskega zakona so neodvisno odkrili francoski matematik in astronom Pierre Bouguer leta 1729, nemški matematik, fizik in astronom Johann Heinrich Lambert leta 1760 ter nemški kemik, fizik in matematik August Beer leta 1852.